# Jylhä (ö i Egentliga Tavastland)
Jylhä är en ö i Finland. Den ligger i sjön Alajärvi och i kommunen Tavastehus i den ekonomiska regionen  Tavastehus ekonomiska region  och landskapet Egentliga Tavastland, i den södra delen av landet, 90 km norr om huvudstaden Helsingfors. Öns area är 6,1 hektar och dess största längd är 0,5 kilometer i öst-västlig riktning.